# Yevgeni Goshev
Bản mẫu:Eastern Slavic name
Yevgeni Nikolayevich Goshev (tiếng Nga: Евгений Николаевич Гошев; sinh ngày 17 tháng 6 năm 1997) là một cầu thủ bóng đá người Nga thi đấu cho F.K. Rostov.

## Sự nghiệp câu lạc bộ
Anh thi đấu trận đầu tiên cho đội một của F.K. Rostov vào ngày 24 tháng 9 năm 2015 trong trận đấu tại Cúp quốc gia Nga trước F.K. Tosno.

## Sự nghiệp quốc tế

### Youth
Goshev có màn ra mắt cho U-19 Nga ngày 10 tháng 10 năm 2015 trong trận giao hữu với U-19 Hy Lạp.